# イェリヴァーレ
イェリヴァーレ（スウェーデン語: Gällivare [ˈjɛ̌lːɪvɑːrɛ]）は、スウェーデンのノールボッテン県にある町である。人口は18,326人である。イエリバーレ・イェリバレ・イエリヴァーレと表記される。

## 概要
- 北極圏辺りで、毎年6月から7月まで真夜中の太陽が見られており（白夜）、9月から翌年4月まで夜が長くオーロラ観測が見られる[2]（極夜）。鉄や銅の地下資源が多く栄え、今も採掘しており、鉱山ツアーを行っている[2]。
- 中心街では1700年代の木造建築として残っている旧教会・サーメ像・19世紀の後半を背景としている野外博物館「コークスタン[5]」がある。郊外の世界遺産「ラポニア・エリア[2]」・オーロラ観測地「ドゥンドレット山[5]」がある。
- レストランのマックスハンバーガーの創設した地である[6]。
- 毎年11月にはサンタクロースの世界大会「サンタウインターゲーム」の開催地である[7]。

## 出身有名人
- ルート・スヴェドベリ（1928年アムステルダムオリンピック女子陸上競技円盤投げ銅メダリスト）
- リナ・アンデション（2006年トリノオリンピックの女子クロスカントリーチームスプリントの金メダリスト）